# عبد الكريم عمر
عبد الكريم عمر هو  ممثل لبناني. قام بأدوار عديدة في مجال الدبلجة للكرتون والمسلسلات التلفزيونية، بدأ مسيرته الفنية منذ أواخر ستينيات القرن الماضي، شارك بالعديد من الأعمال في التلفزيون والسينما والمسرح، من أبرز أعماله (عازف الليل، يسعد مساكم، ناجي العلي).

## روابط خارجية
- عبد الكريم عمر على موقع قاعدة بيانات الأفلام العربية